# Yésica Toscanini
Yésica Toscanini (Junín, Buenos Aires, Argentina, 9 de marzo de 1986) es una modelo profesional argentina.
La modelo protagonizó junto al cantante Enrique Iglesias, el videoclip del tema "Dímelo" o "Do You Know", de su último disco "Insomniac". El video fue grabado en Los Ángeles. Además participó en dos ediciones de la revista Sports Illustrated Swimsuit Edition 2006 y 2007.